# 望陽站
望陽站（：／ Mangyang yeok */?）是廣域電鐵東海線和蔚山新港線沿線交會的一座鐵路車站，位於韓國蔚山廣域市蔚州郡溫陽邑望陽里。

## 車站結構
站體為2面4線雙島式月台的地面車站，候車月台設有月台幕門。

### 月台配置
| ↑ 南倉          |
| １２ \| ３４ \| |
| 德下 ↓          |

| 月台 | 路線            | 目的地                   |
| ---- | --------------- | ------------------------ |
| 1、2 | ●广域电铁东海线 | 太和江方向               |
| 3、4 | ●广域电铁东海线 | 日光、新海雲臺、釜田方向 |

## 歷史
- 2021年12月28日：落成啟用。

## 車站周邊
- 蔚山車輛基地（朝鲜语：울산차량사업소）

## 相鄰車站
韓國鐵道公社
●广域电铁东海线
南倉（K128）－望陽（K129）－德下（K130）
●蔚山新港線
南倉－龍巖